# Director General del Servicio Postal de los Estados Unidos
El Director General del Servicio Postal de los Estados Unidos (en inglés y oficialmente: United States Postmaster General) es la persona encargada de la dirección del Servicio Postal de los Estados Unidos. El cargo, de una forma u otra, es más viejo que la Constitución de los Estados Unidos y la Declaración de Independencia de los Estados Unidos. El primer director general fue Benjamin Franklin, designado por el primer Congreso Continental en 1775, desempeñando sus funciones unos 15 meses.

## Historia
Hasta 1971 el director general fue el jefe del departamento de la oficina postal (o simplemente "Oficina Postal" hasta 1820). Desde 1829 a 1971, dicho cargo formaba parte del Gabinete de los Estados Unidos. En 1971 el Departamento Postal fue reorganizado en el Servicio Postal de los Estados Unidos como agencia independiente del poder ejecutivo, por lo que el director general de correos ya no es miembro del Gabinete ni tampoco entra en el orden de sucesión presidencial.

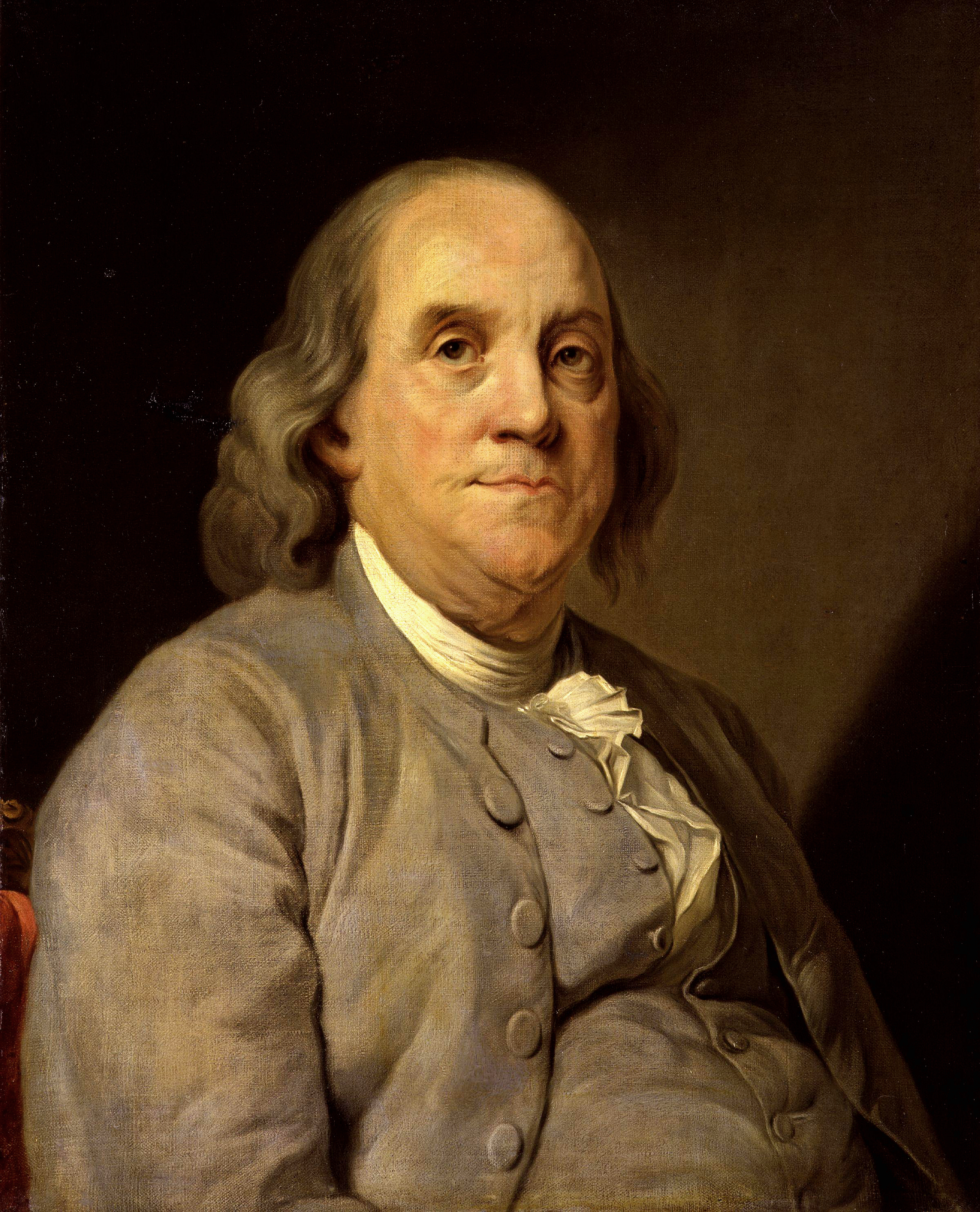
Benjamin Franklin fue el primer director general de correos de los Estados Unidos.
Antiguo emblema del Departamento de la Oficina de Servicios Postales de los Estados Unidos.